# Schloss Teutschenthal

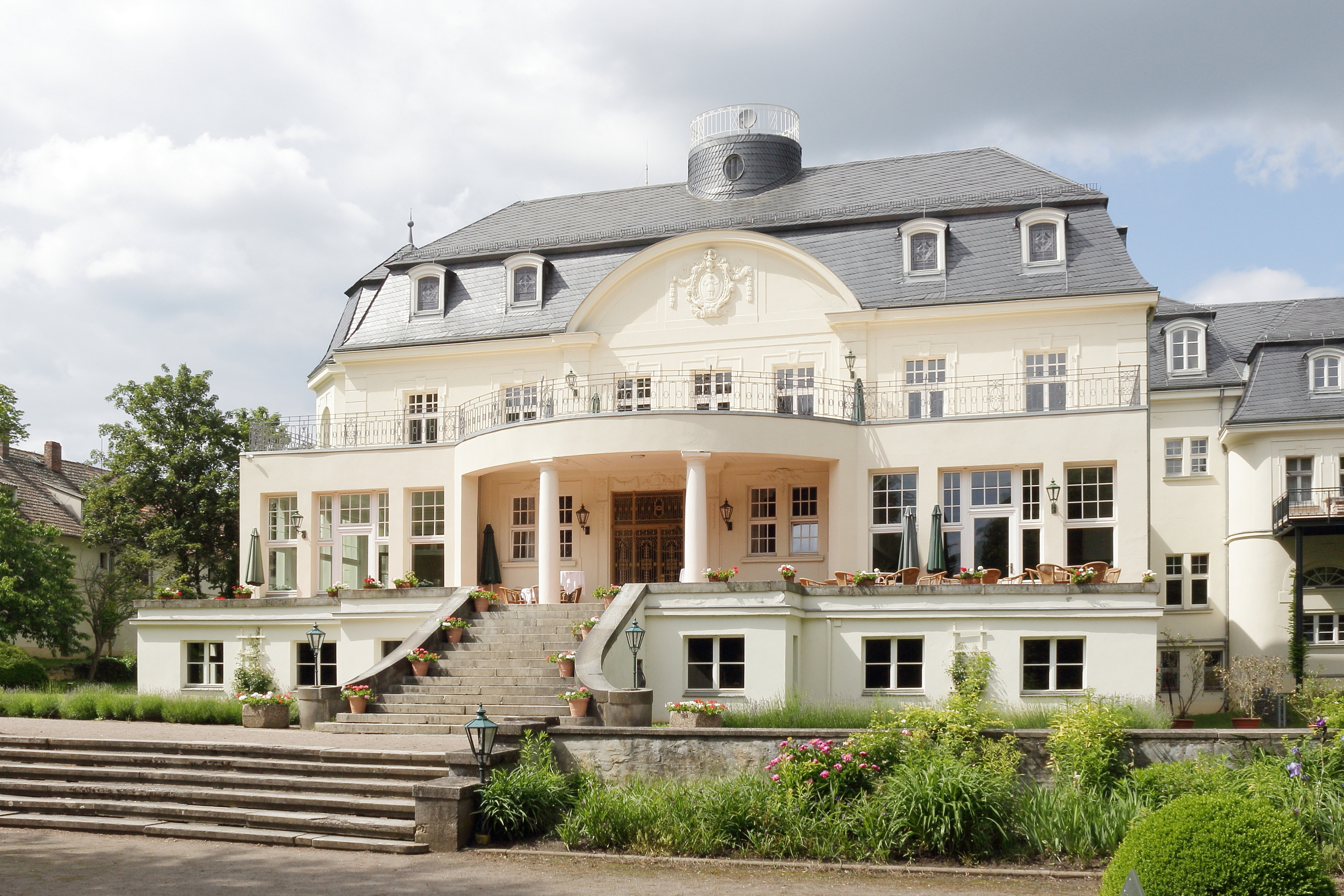
Schloss Teutschenthal Parkseite

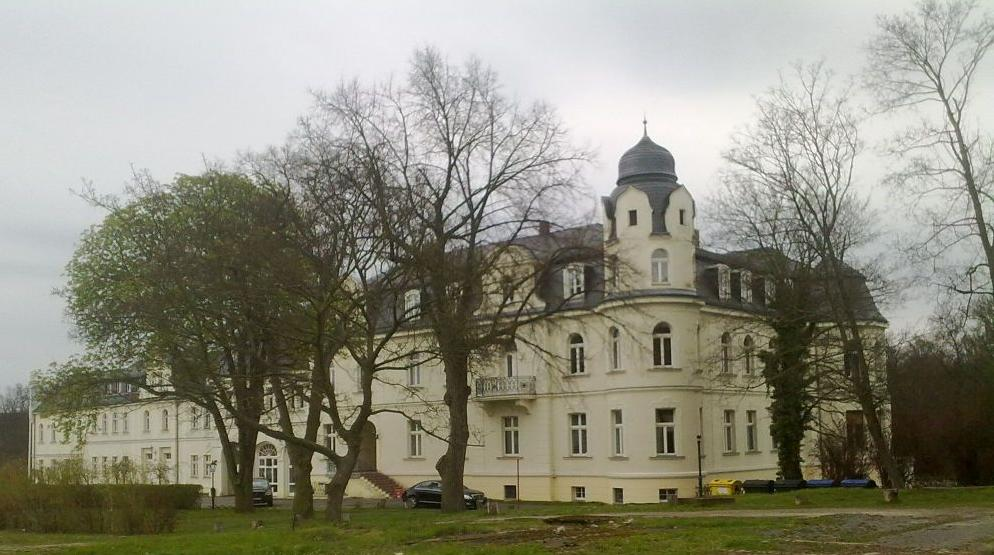
Schloss Teutschenthal von Nordwesten

Das Schloss Teutschenthal ist eine Fabrikanten-Villa im ehemaligen Oberteutschenthal im Saalekreis in Sachsen-Anhalt.

## Lage
Das Schloss befindet sich im Westen von Teutschenthal in der Carl-Wentzel-Straße 30 (bis 2010: Hauptstraße 30).

## Geschichte
Über Jahrhunderte hinweg war Teutschenthal Sitz eines Familienzweiges derer von Trotha, die im zentralen Teil vom Ort, dem ehemaligen Dorf Würden, das Schloss Würdenburg errichtet hatten, welches dort bis zum April 2019 stand. Den Westteil des Ortes prägte hingegen das Bistum Merseburg. Dort befand sich ein Freihof mit Herrenhaus auf dem Schloßberg, den die Grafen von Mansfeld vom Hochstift Merseburg gepachtet hatten, das ihn als Lehen weiter verlieh. Im Jahr 1577 gelangte dieser an Lewin von der Schulenburg, 1620 hat das Lehen ein Nikolaus Schweickhardt von Schauburg als Lehen. Bei dieser Familie blieb der Hof bis 1860. Bereits im 19. Jahrhundert erfolgte in der Region um Halle der Aufstieg mehrerer Agrarunternehmer zu erfolgreichen Großgrundbesitzern und Großunternehmern mit Braunkohlegruben, Zuckerfabriken und anderen gewerblichen Einrichtungen. Der einflussreichste wurde Johann Gottfried Boltze (1802–1868), der Salzmünde wesentlich prägte. Dieser hatte vier Töchter, die sein Erbe antraten.
Der Teutschenthaler Carl Wentzel (1876–1944), selbst bereits Großgrundbesitzer mit Sitz in Teutschenthal, heiratete im Jahr 1908 eine Nachfahrin dieser Erben, Ella von Zimmermann (1877–1949), und kam so auch in Salzmünde zu umfangreichen Besitzungen, nachdem er bereits zuvor das Erbe seines Vaters angetreten hatte. Da aber seine Frau lungenkrank war, war der dauerhafte Aufenthalt in dem Industriedorf Salzmünde nicht förderlich und so lebte Wentzel in Teutschenthal, wo sein Vater bereits 1860 ein Gutshaus errichtet haben soll.
Sicher ist, dass Carl Emil Wentzel im Jahr 1860 den Gutshof erwarb und sich von 1883 bis 1885 eine typische Villa des Historismus erbaute, die auch als Verwaltungssitz seiner Besitzungen gedacht war. Architekt war der Hallenser Hugo Wrede (1845–1901), der in dieser Zeit gerade die ehemalige Villa von Johann Christian Reil in der Reilstraße in Halle umbaute. Sein Sohn Carl Wenzel ließ bei dieser Villa einen großen Park anlegen, in dem seine Frau sich erholen können sollte. Kurz vor dem Ersten Weltkrieg, anscheinend um das Jahr 1910, brannte diese Villa allerdings, so dass ein großzügiger Umbau erfolgte. Der Kavaliersflügel wurde angebaut und die historistische Villa erhielt nun durch Josef Kleesattel (1852–1926) aus Düsseldorf eine neubarocke Gestalt.

## Gestalt
Die Zweiflügelanlage besticht dadurch, dass sie von jeder Seite eine völlig andere Gestalt besitzt. Während die Südseite gen Park einem neubarocken Gutshaus mit Jugendstil-Elementen entspricht, wird die Nordwestecke durch einen Turm geprägt, der eher an ein Schloss erinnert. Auch im Südwesten ist ein Turm angebaut, erreicht aber nur Dachhöhe. Von Nordosten aus fallen hingegen die gestaffelten Gebäudeteile ins Auge, die durch ihre unterschiedlichen Gebäudehöhen, aber auch durch die unterschiedliche Dachgestalt und stilistisch andere Elemente voneinander getrennt wirken. Der östlichste Teil besitzt hierbei im Erdgeschoss rundbogige, im 1. Obergeschoss aber rechteckige Fenster, sein Dach ein zentrales Zwerchhaus mit Dreiecksgiebel sowie breite Schleppgauben mit vier Fenstern. Der neunachsige Bauteil ist symmetrisch aufgebaut und hat einen rechteckigen Grundriss.
Sein westlicher Nachbar ist hingegen quadratisch, besteht nur aus drei Achsen und hat im Erdgeschoss drei große flachbogige Öffnungen, von denen die mittlere als Zufahrt dient. Das Obergeschoss besitzt drei quadratische Fenster, das Mansard-Walmdach drei flachbogige Dachgauben. Der westliche Hauptbau hingegen besteht aus sechs Achsen, wobei die Fenster im Erdgeschoss rechteckig, im 1. Obergeschoss hingegen rundbogig sind. Da das Erdgeschoss durch die Staffelung etwas höher als in den Nachbarbauten liegt, führt eine Treppe zu seinem Eingang hinauf. Das Mansardwalmdach weist über diesem Eingang sowie über dem Balkon in der fünften Achsen breitere Dachgauben auf, die mit Rundbogengiebeln und Putz hervorgehoben wurden. Da die linke dieser beiden Dachgauben fast die Breite zweier Achsen überspannt, finden sich sonst nur drei weitere Dachgauben an diesem Gebäudetrakt, deren Fenster zudem flachbogig sind, wohingegen die hervorgehobenen Gauben Rundbogenfenster besitzen.
Die Westseite und der Nordwestturm nehmen dieses Grundmuster auf und besitzen ebenfalls rechteckige Fenster im Erdgeschoss und rundbogige Fenster im 1. Obergeschoss. Nur dieser Turm besitzt ein sichtbares zweites Obergeschoss, das ebenfalls rundbogige Fenster aufweist. Sein Dach ist deutlich vom Jugendstil geprägt. Der Südwestturm ist hingegen barock gestaltet, besitzt ein Dach, das die Dachform des Hauptturmes in schlichteren Formen übernimmt, indem auch hier die Dachgauben mit Putz betont werden.
Die Gartenseite des Hauptbaus ist symmetrisch gestaltet, besteht aus sieben Achsen, von denen die mittleren drei im Obergeschoss von einem Rundgiebel überspannt werden. Auf dem Dach befindet sich ein rundes Belvedere sowie links und rechts des Giebels je zwei Dachgauben. Das Erdgeschoss ist neunachsig gestaltet, wodurch es breiter wirkt und die dort vorgelagerte Terrasse betont. Auch auf dem Vorbau selbst befindet sich eine Terrasse. Von der unteren Terrasse aus führt die Freitreppe deltaförmig in den Schlosspark, wo sich ein Gartengeschoss mit sechs Achsen befindet.
Betrachtet man das Schloss aus der Luft oder aber von Osten, so fällt auf, dass hier vier Baukörper nebeneinander gesetzt wurden: Der Flügelbau mit dem Nordwestturm, der nur zwei Achsen breite Hauptbau mit dem Südwestturm, der mit diesem Flügelbau verschmilzt, der obere Terrassenvorbau, eine Art Loggia, sowie der untere Terrassenvorbau, dem dann noch die Treppe vorgelagert ist. Die Südseiten der östlichen Baukörper sind wieder etwas gestaltet als ihre Nordseiten.

## Weitere Geschichte und Nutzung
Im Rahmen der Streiks und Unruhen von 1920 konnte sich Schlossbesitzer Carl Wentzel nur knapp vor der Erschießung retten. Er wurde ins Schloss verbannt, floh aber mit seinem Auto und zu Fuß nach Halle, wo ihm Georg Maercker Hilfstruppen zur Verfügung stellte. Diese verhinderten in Teutschenthal die Sprengung des Schlosses durch die streikenden Arbeiter. Im zeitgleich publizierten Güter-Adressbuch der Provinz Sachsen findet sich 1922 Ella Wentzel als Eigentümerin wieder. Obwohl Carl Wentzel als Vorzeigeunternehmer dargestellt wurde und am Vierjahresplan beteiligt wurde, lehnte er den Nationalsozialismus ab und gehörte dem Paul-Reusch-Kreis an, der im Kontakt mit dem Widerstandskämpfer Carl Friedrich Goerdeler stand, der im Schloss im Jahr 1943 einen Vortrag zum wirtschaftspolitischen Aspekt des angestrebten Regimewechsels hielt. Zehn Tage nach dem Attentat vom 20. Juli 1944 auf Adolf Hitler wurde Wentzel verhaftet, von Roland Freisler in einem Schauprozess am 13. November 1944 zum Tode verurteilt und am 20. Dezember 1944 hingerichtet. Auch seine Frau Ella sowie der Sohn Carl-Friedrich Wentzel (1909–1954) gerieten in Haft, wurden enteignet und in das Konzentrationslager Ravensbrück gebracht und erlebten in der Nachkriegszeit zunächst die Befreiung und Rehabilitierung und dann die erneute Enteignung ihres Grundbesitzes, diesmal im Zuge der Bodenreform. Ihre Besitztümer aus dem Schloss wurden an Museen gegeben, das Gebäude vom Land Sachsen-Anhalt übernommen und nach dessen Ende 1952 an die Staatliche Versicherung der DDR (damals Deutsche Versicherungs-Anstalt) übergeben. Von dieser kam es nach der Deutschen Wiedervereinigung an die Allianz, die es den Wentzel-Erben zurückgab. Diese sanierten es, richteten Wohnräume und Büros für die eigene Immobilien- und landwirtschaftliche Verwaltung ein. Teile des Schlosses dienen seit dem Jahr 1995 als Hotel. In der DDR-Zeit befand sich im Schloss eine Agraringenieursschule der VdgB-BHG Friedrich Wehmer.

## Schlosspark

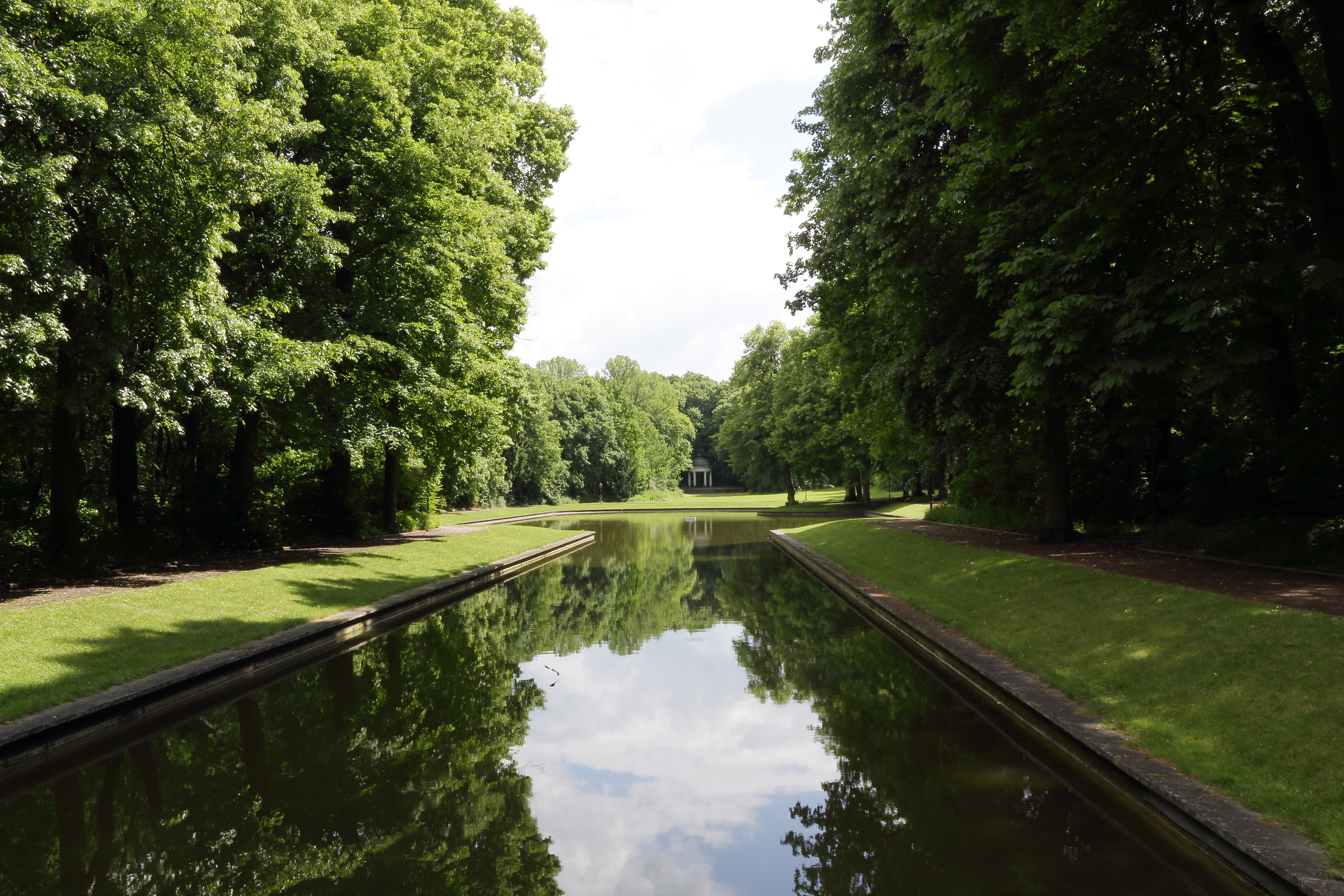
Wasserachse Schlosspark

Der etwa 19 Hektar große Park ist Namensgeber der Straßen Im Park und Am Schloßpark. Von der Villa aus führt eine Treppe von der unteren Terrasse aus in den langgezogenen Park, der durch eine Wasserachse, die sich vom Schloss aus gen Süden zieht, wesentlich geprägt wird. Sie beginnt mit einem Brunnen am Fuß der Freitreppe und wird dann durch ein Wasserbecken fortgesetzt, das sich im weiteren Verlauf verbreitert und in dessen Mitte sich eine Fontäne befindet. Am Ende dieser Achse steht ein Pavillon. Neben der Familiengedenkstätte (1922/23 durch Walter Lehweß) gibt bzw. gab es auch einzelne Statuen im Schlosspark.

## Umfeld
Am Südostrand des Schlossparkes befindet sich die Eckmühle in der Flurstraße. Oberhalb des Würdebachtals steht zudem der Wasserturm Teutschenthal, der eigens für das Schloss errichtet wurde, das mit diesem nicht nur die Wasseranlagen im Schlosspark betrieb, sondern auch die Gärtnerei und das Schloss versorgte. Diese Funktion hat er lange beibehalten. Sein Brunnen befand sich in der Flurstraße. Auch im Bereich nordwestlich des Schlosses stand ein Turm.
Im Areal des Zuckermuseums, Wentzel war seit 1921 Leiter der Vereinigung mitteldeutscher Rohzuckerfabriken, in der Amrumer Straße 32 in Berlin-Wedding errichteten seine Nachkommen ein Denkmal für Carl Wentzel mit der Inschrift: Carl / Wentzel-Teutschenthal / * 9. 12. 1878 / Brachwitz / † 20.12.1944 / Berlin (Plötzensee) / von den / Nationalsozialisten / ermordet. Nach der Auflösung des Museums verschwand der Gedenkstein im Archiv, bis er im Juli 2015 in Teutschenthal am Schloss aufgestellt werden konnte.